# 22395 Ourakenji
22395 Ourakenji è un asteroide della fascia principale. Scoperto nel 1994, presenta un'orbita caratterizzata da un semiasse maggiore pari a 2,7794327 au e da un'eccentricità di 0,1058946, inclinata di 8,74047° rispetto all'eclittica.